# 法托斯·纳诺
法托斯·萨纳斯·纳诺（1952年9月16日—)，阿尔巴尼亚政治家，1991年、1997年-1998年和2002年到2005年担任阿尔巴尼亚总理。他是阿尔巴尼亚社会党创始人和首任主席（1991年-2005年）。
纳诺生于地拉那，地拉那大学政治经济学毕业。1975至1981年在“爱尔巴桑”冶金联合企业工作，1981年到1984年担任地拉那普里斯卡农场经济学专家。1984年作为一个研究员进入阿尔巴尼亚劳动党中央马列主义研究所工作，研究社会经济问题和市场经济改革，并获科学候补学位。在那里他一直工作到1990年。
纳诺在马列主义研究所工作期间，曾于1984年出版《中国为建立超级大国而推行的经济政策》一书，1986年上半年发表《中国资本主义的新发展》一文，他认为中国的改革是国家垄断资本主义的改革，中国建设“有中国特色的社会主义”就是把中国建成一个具有经济和军事实力、拥有资本主义体制和上层建筑的国家；中国与南斯拉夫、苏联等国一样，已投入资产阶级的怀抱，同世界帝国主义战略合作，反对革命和社会主义。1989年东欧剧变后，纳诺的观点有极大变化，他主张多党制，宣传阿尔巴尼亚的“民主进程不可逆转”。
1990年12月开始他的政治生涯，被任命为部长会议秘书长（部长级）。1991年1月升任部长会议副主席（副总理），主管经济改革与规划工作。共产主义政权倒台后，2月底任临时政府总理，同时兼任宪法修改委员会及阿劳动党党纲草案制定委员会的主要成员。3月31日举行议会选举，阿尔巴尼亚劳动党赢得了多数票，拉米兹·阿利雅总统第二次任命纳诺为新部长会议主席（总理），不久独立工会组织大罢工，6月4日，纳诺被迫辞职。6月13日在劳动党改组为社会党，纳诺当选为社会党主席，6月16日在新组成的于利·布菲政府中任对外经济联络部长。
1992年3月22日，阿尔巴尼亚民主党赢得议会选举，1993年初国会设立了一个委员会调查纳诺涉嫌腐败和滥用管理的问题。7月30日纳诺因滥用职权和虚报挪用意大利人道主义援助款的指控而被捕入狱。1994年4月被判13年监禁，阿社会党在首都和全国主要城市先后举行抗议集会，并发起70万人签名的请愿书送交当时的总统贝里沙，要求释放纳诺。
1997年3月纳诺被大赦出狱，6月29日的议会选举中，阿尔巴尼亚社会党获得压倒性的胜利，纳诺被任命为总理。1998年9月12日民主黨領袖Azem Hajdari遇刺身亡，9月14日葬礼期间激进的民主党追随者想通过武力夺取政权和谋杀纳诺，为避免愤怒的暴民谋杀，纳诺决定逃到波格拉德茨的政府住所。9月28日，纳诺选择辞职并退出政治生涯。
2001年6月24日社会党赢得第二次议会选举，纳诺重回政坛，9月任议会外交政策委员会主席。2002年初纳诺试图竞选总统失败，7月25日,他被新当选的总统阿尔弗雷德·莫伊休任命为总理，第三次组建政府。
2005年7月3日，社会党选举失败，失去了在议会的多数。9月1日纳诺辞去总理和社会党主席职务，此后他退出公共和政治生活。
2007年纳诺参加竞选总统，总统选举中纳诺只收到三票，而民主党的巴米尔·托皮赢得了75张选票。纳诺试图再次竞选2012年总统大选，但他因没有候选人资格而作罢。总统选举后，纳诺组成了一个称为“纳诺争取社会党人胜利运动”的组织，其目标是夺回社会党的执政权。

## 延伸阅读
- Nano, Rexhina. . Botime DUDAJ. 2008. ISBN 978-99943-0-045-7.  （页面存档备份，存于）

| 政党职务                 | 政党职务                 | 政党职务               |
| ------------------------ | ------------------------ | ---------------------- |
| 新頭銜                   | 社会党领袖 1991–2005     | 繼任者： 埃迪·拉马     |
| 官衔                     |                          |                        |
| 前任者： 阿迪尔·查尔查尼 | 阿尔巴尼亚总理 1991      | 繼任者： 于利·布菲     |
| 前任者： 巴什基姆·菲诺   | 阿尔巴尼亚总理 1997–1998 | 繼任者： 潘代利·马伊科 |
| 前任者： 潘代利·马伊科   | 阿尔巴尼亚总理 2002–2005 | 繼任者： 萨利·贝里沙   |